# Аксёнова, Любовь Павловна
Любовь Павловна Аксёнова (при рождении — Новикова; род. 15 марта 1990, Москва, СССР) — российская актриса театра, кино, телевидения, озвучивания и дубляжа, сценаристка.

## Биография
Любовь Новикова родилась 15 марта 1990 года в Москве в семье военного. После окончания школы поступила в РАТИ-ГИТИС, обучалась в мастерской А. И. Шейнина, окончила институт в 2010 году. 
В качестве актрисы дебютировала в 2009 году, снявшись в нескольких сериях телесериалов «Детективы» и «След». 
В 2011 году снялась в телесериале «Универ. Новая общага». В том же году после съёмок в телесериале «Закрытая школа» актриса стала узнаваемой и востребованной. 
В 2012 году сыграла одну из главных ролей в художественном фильме «Рассказы» (реж. М. Сегал), который открыл ей дорогу в большое кино. 
В 2013—2014 годах актриса снялась в главных ролях в фильмах «Грешник» (реж. Д. Константинов), «Москва никогда не спит» (реж. Д. О’Райлли), а также в ряде телесериалов, среди которых «Обнимая небо» (реж. М. Фадеева) и «Инквизитор» (реж. Ю. Мороз).
В 2014 году сыграла одну из главных ролей в фильме «Любит не любит» (реж. К. Шипенко), где её партнёрами на съёмочной площадке стали Светлана Ходченкова и Максим Матвеев. В 2015 году была приглашена к съёмкам в продолжении телесериала «Выжить после».
В 2016 году она приняла участие в трёх известных проектах, а также в фильме «Ночные стражи» (реж. Э. Веливис) и телесериалах «Мажор 2», «Бывшие» (реж. И. Китаев).
В 2017 году актриса сыграла в фильме «Салют-7» (реж. К. Шипенко). В 2018—2019 годах среди её работ можно отметить роли в фильмах «Без меня», «За гранью реальности» (реж. А. Богуславский), «Кома» (реж. Н. Аргунов), а также в телесериалах «Мажор 3» и «Бывшие 2».
В 2019 году стала самой популярной актрисой года по версии сайта Кино-театр.ру. В 2019 году заняла второе место в ежегодном рейтинге самых сексуальных женщин России, публикуемом журналом «Maxim», а в 2020 году в этом же рейтинге, публикуемом тем же журналом, заняла первое место.
В 2021 году в прокат вышел российский супергеройский фильм «Майор Гром: Чумной Доктор» (реж. О. Трофим), основанный на серии одноимённых комиксов. Любовь Аксёнова исполнила в картине главную женскую роль — журналиста Юлии Пчёлкиной. В том же году в прокат вышла комедия «Нефутбол» (реж. М. Свешников), а на ТВ — телесериал «Почка» (реж. М. Шульгина). В обоих проектах Аксёнова исполнила главную роль.
В конце апреля 2022 года в российский прокат вышел анимационный фильм «Бука. Моё любимое чудище». Актриса озвучила в картине главную роль — принцессы Варвары.
В конце 2024 года сыграла главную роль в телесериале «Прометей» на КиноПоиске.

## Личная жизнь
С 2013 года актриса замужем за продюсером и режиссёром Павлом Аксёновым, в брак с которым вступила через три месяца после знакомства.
В 2018 году актриса дала интервью Юрию Дудю, где среди прочего рассказала о том, что у неё есть международный агент, который «предлагает» её для съёмок в европейском и американском кино. Так она пробовалась на роли в фильм «Kingsman: Золотое кольцо» и в телесериал «Острые козырьки».

## Фильмография

### Актёрские работы
| Год       |     | Название                                      | Роль                                                               |
| --------- | --- | --------------------------------------------- | ------------------------------------------------------------------ |
| 2009      | с   | Детективы                                     | Настя Усольцева                                                    |
| 2009      | с   | След                                          | Анна Куницына (в титрах — Любовь Новикова)                         |
| 2010      | с   | Наши соседи                                   | Майя                                                               |
| 2011      | кор | Шиповник                                      | Вера                                                               |
| 2011      | с   | Закрытая школа                                | Кристина Панфилова                                                 |
| 2011      | с   | Мужчина во мне                                | Анжела                                                             |
| 2011      | ф   | Не кончается синее море                       | Лена                                                               |
| 2012      | с   | Сердце не камень                              | Галя                                                               |
| 2012      | ф   | Рассказы                                      | девушка Макса                                                      |
| 2013      | с   | Любит не любит                                | Нина                                                               |
| 2013      | с   | Обнимая небо                                  | Женя Луговая в юности                                              |
| 2013—2016 | с   | Выжить после                                  | Марина                                                             |
| 2014      | с   | Инквизитор                                    | Варвара Павловна Серебрянская                                      |
| 2014      | ф   | Любит не любит                                | Алёна                                                              |
| 2014      | ф   | Грешник                                       | Марьяна                                                            |
| 2014      | ф   | Москва никогда не спит                        | Ксения                                                             |
| 2015      | ф   | Родина                                        | Ева                                                                |
| 2015      | ф   | Эти глаза напротив                            | Нелли в молодости                                                  |
| 2016      | ф   | Убежать, догнать, влюбиться                   | Нина                                                               |
| 2016      | ф   | Ночные стражи                                 | Дана Локис, принцесса вампиров                                     |
| 2016      | с   | Мажор 2                                       | Катя Игнатьева                                                     |
| 2016      | с   | Пьяная фирма                                  | роженица                                                           |
| 2017      | ф   | Гуляй, Вася!                                  | Василиса (Вася), жена Мити, от которой он требует развод           |
| 2017      | ф   | Салют-7                                       | Лилия Алёхина, жена Виктора                                        |
| 2017      | с   | Хождение по мукам                             | Ганна                                                              |
| 2018      | ф   | Без меня                                      | Ксения                                                             |
| 2018      | с   | Вокально—криминальный ансамбль                | снималась                                                          |
| 2018      | ф   | За гранью реальности                          | Вероника                                                           |
| 2018      | с   | Мажор 3                                       | Катя Игнатьева                                                     |
| 2018      | ф   | Русский Бес                                   | Ася                                                                |
| 2018—2021 | с   | Бывшие                                        | Яна Миронова                                                       |
| 2018      | с   | Мятеж                                         | Елизавета Павловна Крушевская (Журавлёва)                          |
| 2019      | с   | Триада                                        | Наташа                                                             |
| 2019      | ф   | Гроза                                         | Катерина Кабанова, жена Тихона, официантка в ресторане             |
| 2020      | ф   | Глубже!                                       | Лера, порноактриса                                                 |
| 2020      | ф   | Кома                                          | Флай                                                               |
| 2020      | с   | Содержанки                                    | Наталья                                                            |
| 2020      | с   | Безопасные связи                              | Люба                                                               |
| 2021      | с   | Настя, соберись!                              | Настя                                                              |
| 2021      | ф   | Гуляй, Вася! Свидание на Бали                 | Василиса (Вася)                                                    |
| 2021      | ф   | Майор Гром: Чумной Доктор                     | Юлия Пчёлкина, видеоблогер и журналистка                           |
| 2021      | ф   | Нефутбол                                      | Даша «Даня» Белых, капитан футбольной команды, защитница           |
| 2021      | ф   | Чиновник                                      | продавщица                                                         |
| 2021      | ф   | Майор Гром: Чумной Доктор. Расширенная версия | Юлия Пчёлкина, журналистка                                         |
| 2022      | с   | Почка                                         | Наталья Кустова, инспектор пожарной службы                         |
| 2022      | с   | Цыплёнок жареный                              | Клавдия Бекетова                                                   |
| 2022      | с   | The Тёлки                                     | Вика, партнёрша и подруга Андрея                                   |
| 2022      | с   | Мажор 4                                       | Катя Игнатьева                                                     |
| 2022      | ф   | Бывшие. Happy End                             | Яна Миронова                                                       |
| 2023      | ф   | Гром: Трудное детство                         | Юлия Пчёлкина, видеоблогер и журналистка, девушка Игоря            |
| 2023      | с   | Соцсети                                       | Анна                                                               |
| 2023      | ф   | Нюрнберг                                      | Лена                                                               |
| 2023      | с   | Жить жизнь                                    | Аня                                                                |
| 2023      | с   | Третий в постели                              | Настя                                                              |
| 2024      | ф   | Майор Гром: Игра                              | Юлия Валерьевна Пчёлкина, видеоблогер и журналистка, девушка Игоря |
| 2024      | с   | Преступление и наказание                      | Дуня Раскольникова, сестра Родиона                                 |
| 2024      | с   | Убойный отпуск                                | Наташа                                                             |
| 2024      | с   | Прометей                                      | Анна Полетаева                                                     |
| 2025      | с   | Майор Гром: Сериал                            | Юлия Пчёлкина                                                      |
| 2025      | с   | Путешествие на солнце и обратно               | Имя персонажа не указано                                           |
| 202?      | ф   | Снежная королева                              | Снежная королева                                                   |

### Озвучивание мультфильмов
| Год  |    | Название                     | Роль                   |
| ---- | -- | ---------------------------- | ---------------------- |
| 2018 | мф | Садко                        | Быстрая Щучка, русалка |
| 2018 | мф | Ральф против интернета       | Шэнк                   |
| 2022 | мф | Бука. Моё любимое чудище     | Варвара                |
| 2022 | мф | Щелкунчик и волшебная флейта | Мари                   |

### Озвучивание компьютерных игр
- 2021 — компьютерная игра League of Legends — Гвен[13]

## Награды и номинации
- 2018 — номинация на Профессиональный приз Ассоциации продюсеров кино и телевидения как лучшая актриса второго плана[14].